# Strawberry Arena
Die Strawberry Arena ist ein Fußballstadion mit einem schließbaren Dach in der schwedischen Gemeinde Solna, Stockholms län. Es ist die Heimspielstätte des Fußball-Erstligisten AIK Solna sowie der schwedischen Fußballnationalmannschaft. Durch das variable Dach können verschiedenste Veranstaltungen wetterunabhängig in der Arena stattfinden.

## Geschichte
Die Bauarbeiten begannen im Dezember 2009 und wurden im Herbst 2012 abgeschlossen. Die Friends Arena ersetzt das Råsundastadion als Heimspielstätte der schwedischen Fußballnationalmannschaft der Männer und Nationalstadion. Auch der AIK zog von Råsunda in die neue Arena um. 2007 hatte die Swedbank, eine der vier großen Banken Schwedens, die Sponsoringrechte bis 2023 erworben, weswegen das Stadion zunächst Swedbank Arena heißen sollte. Swedbank beschloss aber am 28. März 2012, die Sponsoringrechte an die Stiftung Friends abzutreten, welche sich gegen Mobbing in Schulen und Vereinen einsetzt. Daher wurde das Stadion in Friends Arena umbenannt und unter diesem Namen eröffnet.
Die Einweihung der Arena fand am 27. Oktober 2012 statt. Zu diesem Anlass gab es eine von Colin Nutley inszenierte Show mit schwedischen Musikern wie u. a. Loreen, Roxette, The Hives, Agnes Carlsson und Tomas Ledin. Das erste Fußball-Länderspiel der Männer fand am 14. November 2012 statt. Dort trafen Schweden und England aufeinander. Stürmer Zlatan Ibrahimović erzielte bei dem 4:2-Sieg der Schweden nicht nur das erste Tor im Stadion, sondern gleich alle vier Tore der Hausherren. Sein Treffer per Fallrückzieher aus über 25 m zum 4:2-Endstand gilt in Fußball-Fachkreisen als legendär.
Im ersten Jahr fuhr die Friends Arena ein Defizit von 22 Millionen Euro ein. Zu den Gründen zählten Anlaufschwierigkeiten bei Stadionneubauten und die zunächst fehlende Umfeldbebauung, zu welcher seit dem 12. November 2015 das Einkaufszentrum Mall of Scandinavia gehört. Es ist das größte Einkaufszentrum des Landes. Im Dezember 2014 wurde Lagardère Unlimited der Betreiber der Arena. Der Vertrag hat zunächst eine Laufzeit von zehn Jahren.
Ende Mitte Januar 2024 wurde bekannt, dass der Betreiber ASM Global und die Strawberry Hotel Group einen Sponsoringvertrag abgeschlossen haben. Diese Vereinbarung trat am 12. Juli des Jahres in Kraft. Die Friends Arena wurde in Strawberry Arena umbenannt.

## Lage und Ausstattung
Das Stadion liegt in der Nähe der Solnaer Pendeltåg-Haltestation, etwa sechs Kilometer vom Stockholmer Hauptbahnhof entfernt. Das alte Råsundastadion lag einen knappen Kilometer südwestlich des neuen Stadions. Neben dem Stadion befindet sich ein Parkplatz für 300 Busse und 4000 Autos. Die Arena hat bei Fußballspielen eine Kapazität von 50.000 und bei Konzerten von 60.000 Plätzen. Das Dach mit einer Fläche von 3750 m² lässt sich innerhalb von 15 Minuten schließen. Unter dem Dach ist ein 64 Tonnen schwerer Videowürfel mit vier LED-Bildschirmen mit je 65 m² Fläche aufgehängt.

## Besondere Veranstaltungen
- Am 22., 23. und 24. November 2012 trat dort die schwedische House-Gruppe Swedish House Mafia zum ersten Mal in Schweden auf.[9]
- Das Finale des Melodifestivalen, der schwedischen Vorentscheidung zum Eurovision Song Contest, fand am 9. März 2013 erstmals und seitdem jährlich, mit Ausnahme von 2021, in der Friends Arena statt.[10]
- Am 28. Juli 2013 wurde das Endspiel der Fußball-Europameisterschaft der Frauen ausgetragen. Deutschland siegte mit 1:0 gegen Norwegen.
- Am 21. September 2013 fand im Rahmen der Speedway-Einzel-Weltmeisterschaft der Grand Prix von Skandinavien statt.
- Depeche Mode begannen am 5. Mai 2017 ihre zehnmonatige Welttournee Global Spirit.
- Das Finale der UEFA Europa League zwischen Manchester United und Ajax Amsterdam (2:0) wurde am 24. Mai 2017 in der Friends Arena ausgetragen.
- Am 5. Dezember 2019 wurde in der Friends Arena ein Gedenkkonzert für den 2018 verstorbenen DJ Avicii veranstaltet.

## Galerie

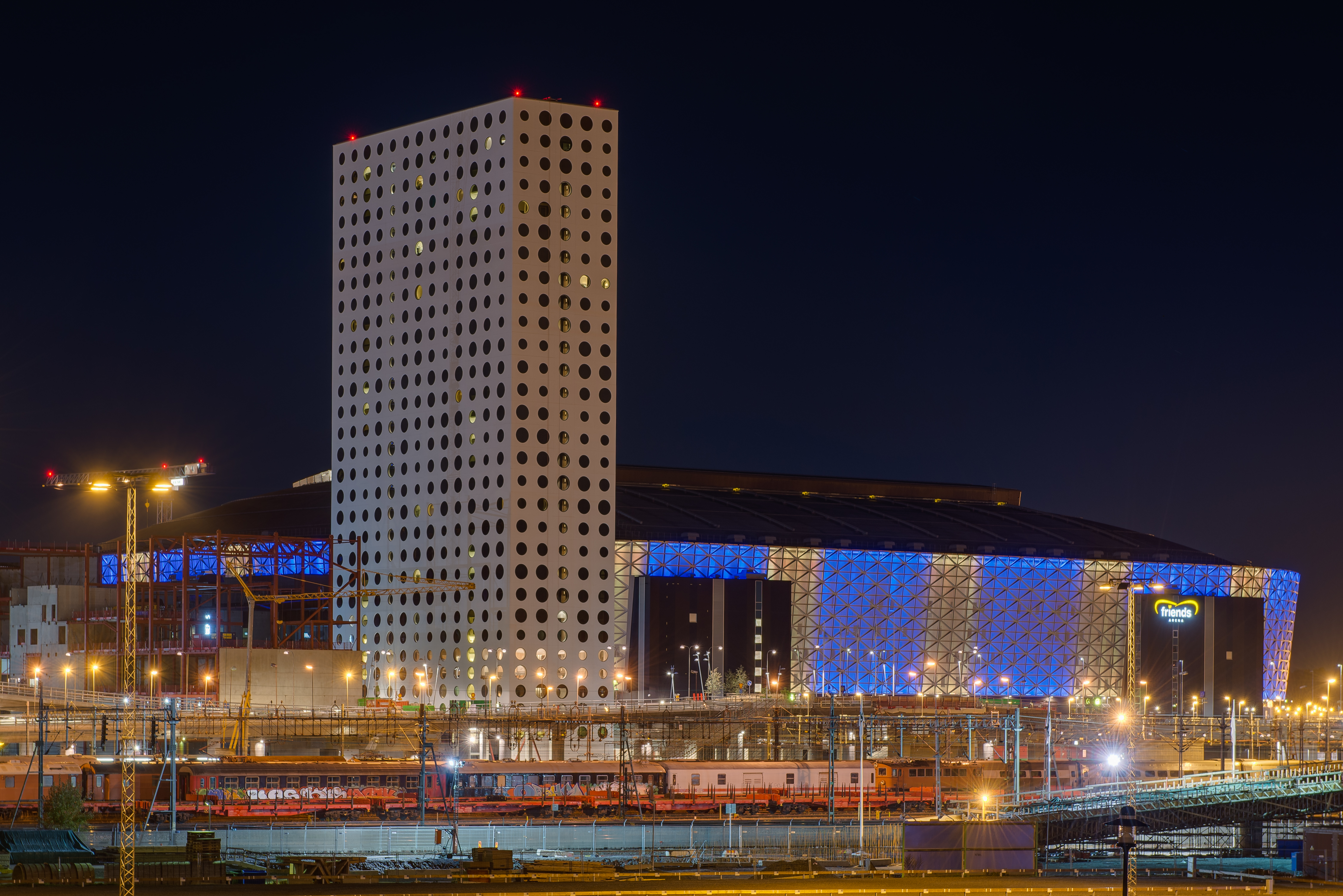
Die Friends Arena im Hintergrund und davor das Quality Hotel Friends im Oktober 2013
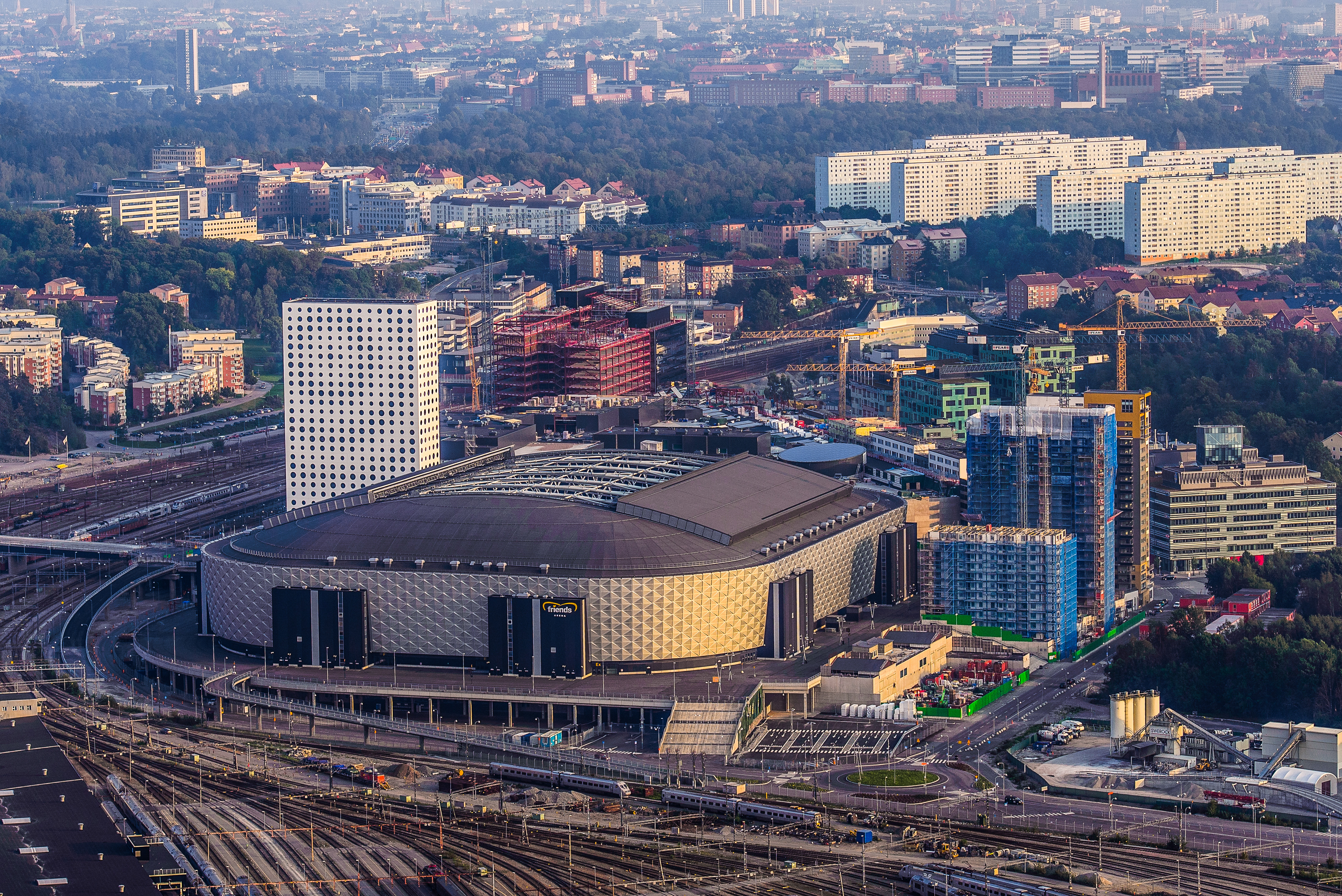
Luftbild der Friends Arena vom September 2014
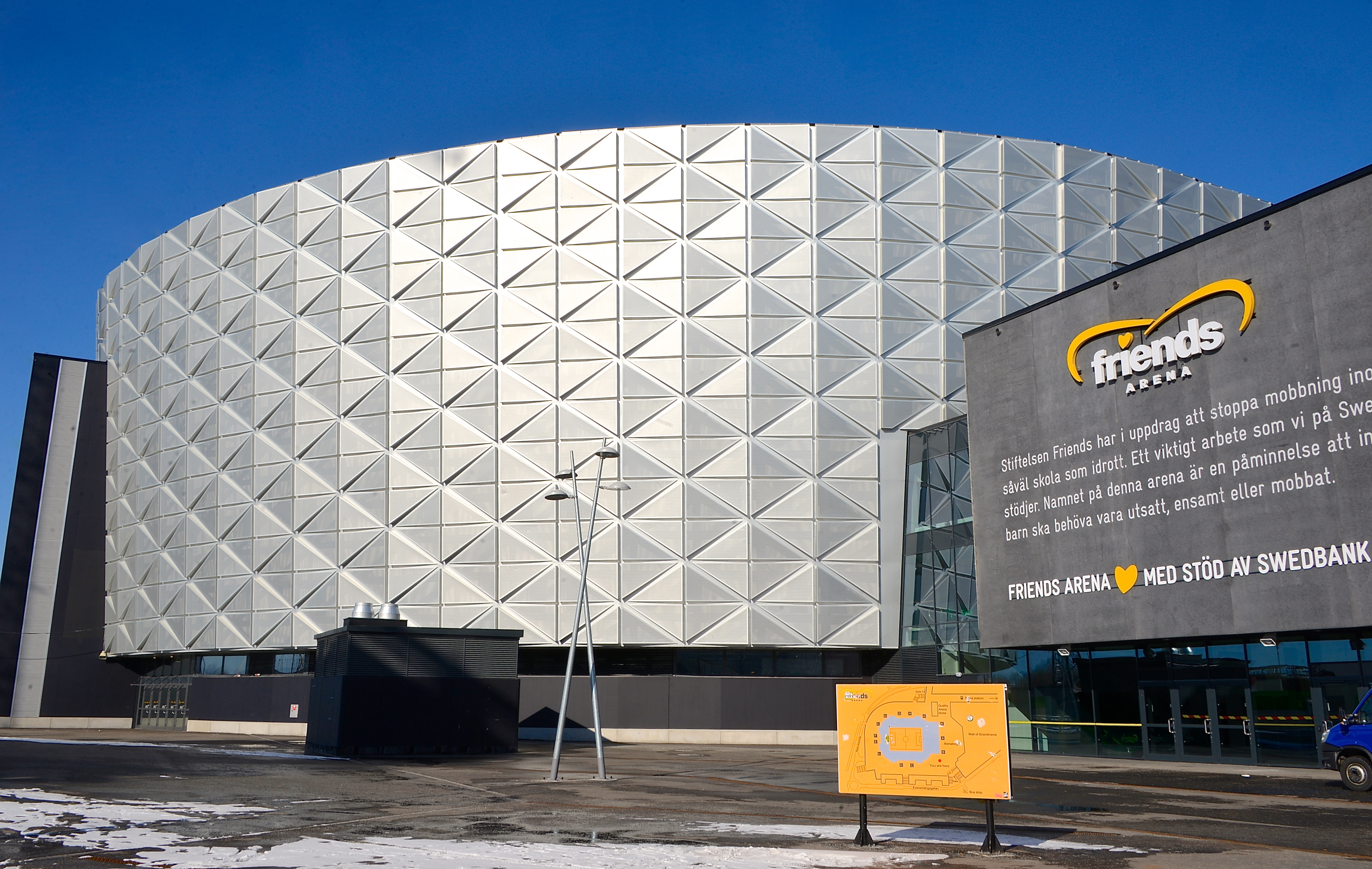
Die Fassadenstruktur der Arena
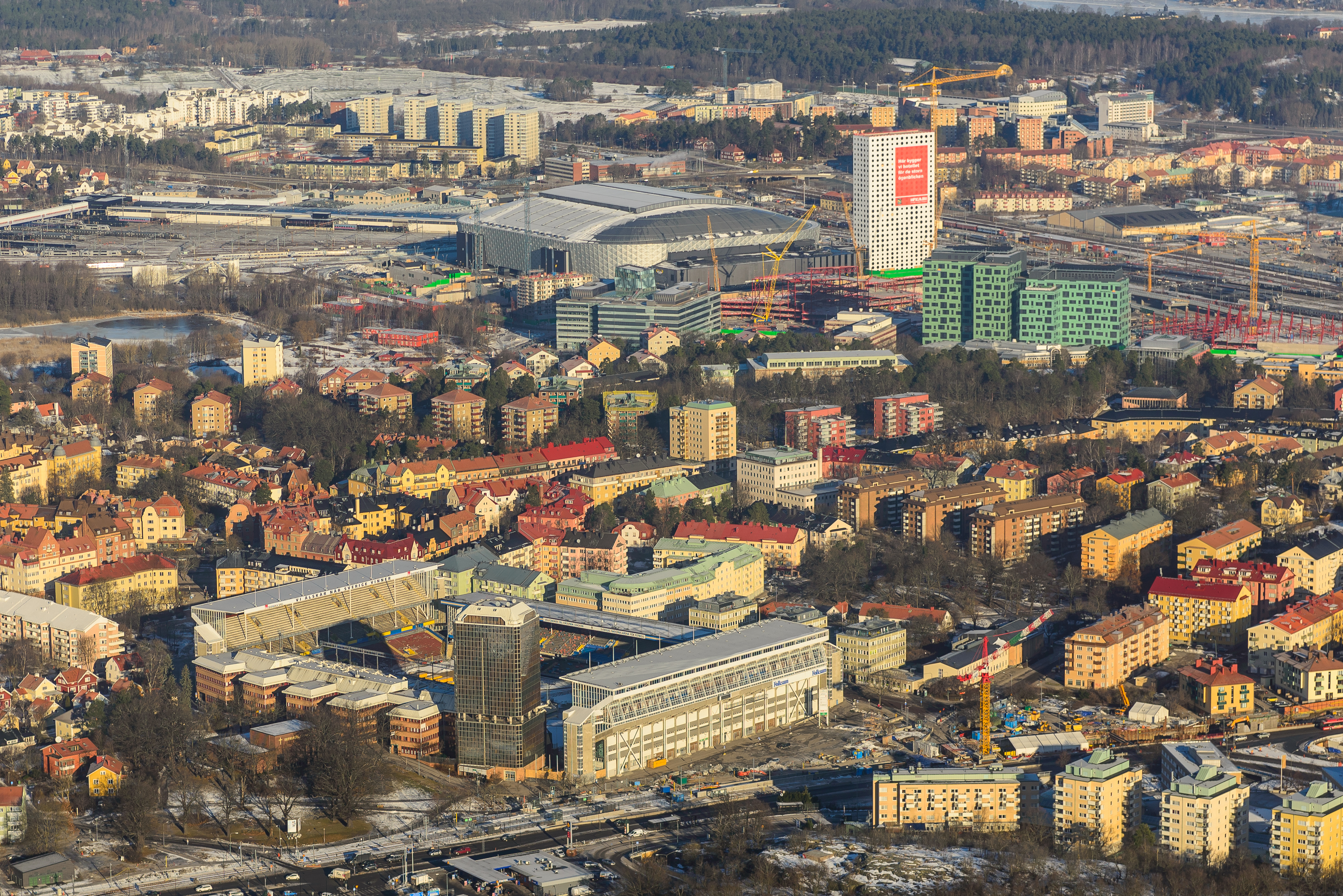
Das mittlerweile abgerissene Råsundastadion und dahinter die neue Arena
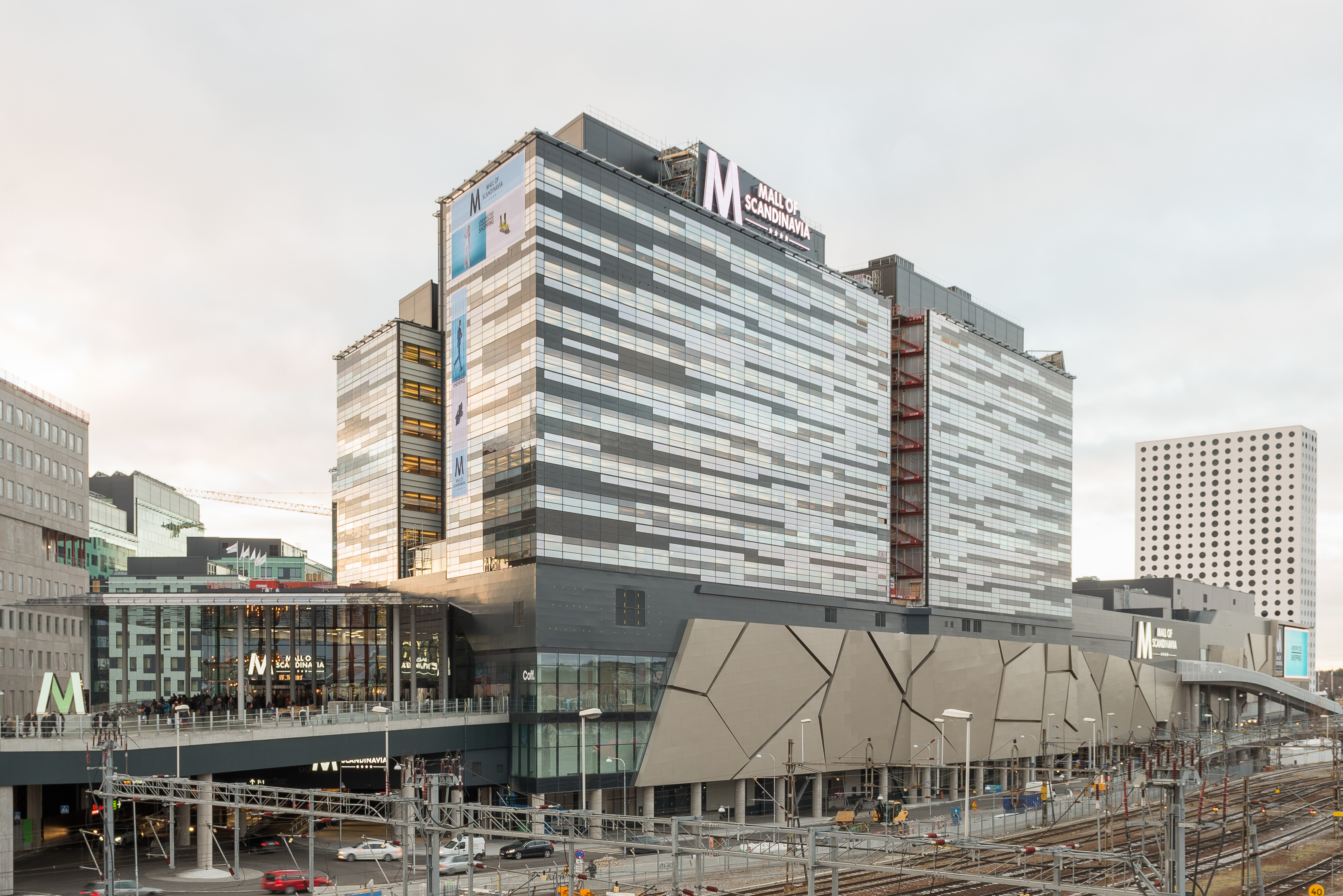
Das Einkaufszentrum Mall of Scandinavia im November 2015
Früheres Logo der Friends Arena